# دانييل أوبيه
دانييل أوبيه (بالفرنسية: Daniel-François-Esprit Auber)‏ (و. 1782 – 1871 م) هو ملحن، ومصمم رقص، وتربوي، وعالم موسيقى من فرنسا . ولد في كا .
توفي في باريس .

## روابط خارجية
- دانييل أوبيه على موقع IMDb (الإنجليزية)
- دانييل أوبيه على موقع الموسوعة البريطانية (الإنجليزية)
- دانييل أوبيه على موقع ميوزك برينز (الإنجليزية)
- دانييل أوبيه على موقع أول موفي (الإنجليزية)
- دانييل أوبيه على موقع قاعدة بيانات برودواي على الإنترنت (الإنجليزية)
- دانييل أوبيه على موقع قاعدة بيانات الأفلام السويدية (السويدية)
- دانييل أوبيه على موقع إن إن دي بي (الإنجليزية)
- دانييل أوبيه على موقع أول ميوزيك (الإنجليزية)
- دانييل أوبيه على موقع ديسكوغز (الإنجليزية)